# Roberto Ares
Roberto Antonio Ares (Buenos Aires, 18 de abril de 1912 - 29 de marzo de 1984) fue un abogado argentino, último ministro del Interior de su país antes del golpe de Estado de 1976.
Fue miembro del Consejo Directivo de la Facultad de Ciencias Económicas de la Universidad de Buenos Aires.
Adhirió al peronismo y ocupó varios cargos públicos en el Ministerio de Relaciones Exteriores del primer gobierno de Juan Domingo Perón: fue miembro de la Comisión Nacional de Ayuda a los Pueblos Afectados por la Guerra, de la Comisión Permanente de Política Económica, y de la Comisión de Adquisición de los Ferrocarriles Extranjeros. Fue también presidente del Consejo Económico Nacional. Entre 1949 y 1952 fue secretario de Economía, durante la segunda mitad de la gestión de Ramón Cereijo como ministro de Hacienda.
Fue nombrado ministro del Interior en enero de 1976; caído José López Rega, la CGT aspiraba a controlar el gobierno, con lo que el nombramiento de un viejo funcionario como Ares, sin relación con la central sindical, causó airadas quejas. Su gestión estuvo orientada especialmente a salvar la continuidad del gobierno de la presidenta, cuando ya se sabía que se estaba gestando un golpe de Estado; pese a la oposición de muchos sindicalistas, que creían que la única salida constitucional era la renuncia de la viuda de Perón, Ares consideraba que podría llegar a las elecciones. Nombró al general Albano Harguindeguy jefe de la Policía Federal, en un intento por congraciarse con el Ejército, pero lo único que logró fue que la policía colaborara activamente desde el primer día con la dictadura. El día anterior al golpe de Estado se reunió con Harguindeguy, quien le aseguró que no habría tal golpe de Estado, y esa tarde el ministro logró convencer a la presidenta de que no habría golpe; unas doce horas más tarde, el golpe estaba consumado.